# Under the Mistletoe
Under the Mistletoe (traduïble com Sota el vesc) és el primer àlbum nadalenc i segon àlbum d'estudi del cantant canadenc Justin Bieber. Va ser llançat l'1 de novembre de 2011 sota el segell d'Island Records.

## Senzills
El primer senzill, «Mistletoe», va ser coescrit i produït per The Messengers, i va ser llançat el 17 d'octubre de 2011.

## Llista de cançons
La llista de cançons oficial va ser confirmada per Billboard el 5 d'octubre de 2011.
| Núm.          | Títol                                                                     | Composició                                                                                                   | Productor(s)                                          | Durada |
| ------------- | ------------------------------------------------------------------------- | --- | ----------------------------------------------------- | ------ |
| 1.            | «Only Thing I Ever Get for Christmas»                                     | Christopher Stewart, Aaron Pearce, Tim Miner, Justin Bieber                                                  | Stewart, Pearce                                       | 3:12   |
| 2.            | «Mistletoe»                                                               | Nasri Atweh, Adam Messinger, Bieber                                                                          | The Messengers                                        | 3:02   |
| 3.            | «The Christmas Song (Chestnuts Roasting on an Open Fire)» (feat. Usher)   | Mel Tormé, Robert Wells                                                                                      | Kuk Harrell, Sean K                                   | 3:35   |
| 4.            | «Santa Claus Is Coming to Town»                                           | John Frederick Coots, Haven Gillespie                                                                        | Stewart, Pearce                                       | 3:36   |
| 5.            | «Fa La La» (feat. Boyz II Men)                                            | Adonis Shropshire, Bieber, Bernard Harvey                                                                    | Harvey, Josh Cross                                    | 3:05   |
| 6.            | «All I Want for Christmas Is You (SuperFestive!)» (duet amb Mariah Carey) | Mariah Carey, Walter Afanasieff                                                                              | Carey, James "Big Jim" Wright, Randy Jackson, Harrell | 4:00   |
| 7.            | «Drummer Boy» (feat. Busta Rhymes)                                        | Katherine Davis, Henry Onorati, Harry Simeone, amb raps addicionals escrits per Justin Bieber i Busta Rhymes | Harrell, Sean K                                       | 3:45   |
| 8.            | «Christmas Eve»                                                           | Chris Brown, Bieber, Antwan Thompson, Jerrol Wizzard, Kevin McCall                                           | Thompson, Boogie Wizzard, Brown*                      | 3:43   |
| 9.            | «All I Want Is You»                                                       | Justin Bieber, Brandon Hamilton                                                                              | Bieber                                                | 3:36   |
| 10.           | «Home This Christmas» (feat. The Band Perry)                              | Atweh, Nick Turpin, George Nozuka, Melanie Fontana, Bieber                                                   | Nasri, Turpin                                         | 3:24   |
| 11.           | «Silent Night»                                                            | Josef Mohr, Hans Xaver Gruber                                                                                | Harrell                                               | 2:49   |
| Durada total: | Durada total:                                                             | Durada total:                                                                                                | Durada total:                                         | 37:51  |

| 12.           | «Christmas Love»                           | Atweh, Messinger, Bieber                | The Messengers | 3:26  |
| 13.           | «Fa La La» (A Capella) (feat. Boyz II Men) | Shropshire, Bieber, Harvey              | Harvey, Cross  | 2:55  |
| 14.           | «Pray»                                     | Atweh, Messinger, Omar Martinez, Bieber | The Messengers | 3:32  |
| 15.           | «Someday at Christmas»                     | Ronald Miller, Bryan Wells              | Jay Riehl      | 2:53  |
| Durada total: | Durada total:                              | Durada total:                           | Durada total:  | 50:38 |

| 16. | «All I Want Is You» (Acoustic) | Justin Bieber, Brandon Hamilton | Bieber | 3:36 |

Nota: (*) denota un coproductor